# リューシッペー
リューシッペー（古希: Λυσίππη, Lȳsippē）は、ギリシア神話の女性である。長母音を省略してリュシッペとも表記される。主に、
- プロイトスの娘
- プロラーオスの娘

のほか数人が知られている。以下に説明する。

## プロイトスの娘
このリューシッペーは、ティーリュンスの王プロイトスとステネボイアの娘で、イーピノエー、イーピアナッサと姉妹であり、弟にメガペンテースがいた。この姉妹は神に対して不敬だったので気が狂ったが、予言者メラムプースに癒された。その後、メラムプースの兄弟のビアースの妻となり、アナクシビアーを生んだ。アナクシビアーはイオールコスの王ペリアースの妻で、アルケースティスの母である。

## プロラーオスの娘
このリューシッペーは、エーリス人プロラーオスの娘で、ピラントス、ラムポスの母。一説にエーリス人がイストミア競技祭をボイコットしたのは、ピラントス、ラムポスの死が原因といわれる。2人はイストミア競技祭に参加したが、競技の前に相手の選手に殺された。このためリューシッペーはイストミア競技祭に参加するエーリス人を呪い、エーリス人は呪いを受けるのを恐れて競技祭に参加しなくなった。

## その他のリューシッペー
- ケパロスがケパレーニアで結婚した女性[4][5]。
- ミューシアの王テウトラースの母[6]。
- テスピオスの娘の1人[7]。